# SMILE MARCHE
SMILE MARCHE（スマイル マルシェ）は、FM NORTH WAVEで2008年4月から2016年3月まで放送されていた日本のラジオ番組。

## 放送時間
- 月曜 - 木曜 11:00 - 15:00（2008年4月 - 2008年9月）
- 月曜 - 木曜 9:00 - 11:50（2008年10月 - 2016年3月）

## 出演者
- 須摩智子

## 主なコーナー

### 2010年3月31日まで
- 10:00 JR TOWER SELECTION
- 10:25 スマイリーライフ
（月）SLOW LIFE LETTER
（火）エンジェル通信
（水）ハートフルポエム
（木）スマイル通信
- 10:42 - 10:46　快適生活ラジオショッピング
- 10:47 WEATHER INFORMATION
- 11:15 SMILE LUNCH BOX
- 11:25 日替わりコーナー
（月）うっぷんシュレッダーイケダ32
（火）地産地奏音楽館
（水）北ノ波大笑イ推進協議会＝ワラワサール会議
（木）グローカリアンズ・ボイス

### 2010年4月1日から
- 9:47 UNTITLED EP
- 10:25 スマイリーライフ
（月）SLOW LIFE LETTER
（火）THANK YOU NOTE
（水）CLASSIC HOUR
（木）エンジェル通信
- 10:42 - 10:46 快適生活ラジオショッピング
- 10:47 WEATHER INFORMATION
- 11:15 写メコミボード
- 11:25 日替わりコーナー
（月）関白大宣言
（火）地産地奏音楽館
（水）THE VERSUS SHOW
（木）すま撰